# Laguna del Maule
Laguna del Maule is een caldera van 15x25 km met op het veld talrijke andere kleine stratovulkanen, lavakoepels en sintelkegels. Het vulkanisch complex ligt grotendeels in Chili en een klein gedeelte in Argentinië.
De vulkaani s meermaals explosief uitgebarsten wat te zien is aan de productie van 350 km³ aan gesteente en as in de laatste 1,5 miljoen jaar. De meeste van die erupties waren andesiet van aard, met voorheen ook meer basaltische erupties en recent meer uitbarstingen die een overwegend ryolitische samenstelling hebben. Drie calderavormende erupties vonden hier plaats, wat te zien is aan de grote hoeveelheden ignimbriet.
Er was deze eeuw wat onrust in de vulkaan. Zowel de periode 2004-2007 als het eerste halfjaar van 2013 werden gekenmerkt door snelle inflatie, wat gemeten werd door GPS-stations aan de oppervlakte. Veldonderzoek en -analyses hebben uitgewezen, dat een groot gebied aan magma zich aan het accumuleren is onder het oppervlak. Dat is waarschijnlijk ryolitisch van aard, wat kan aangeven, dat een potentiële uitbarsting aanstaande is.